# Trek73
TREK73 és un videojoc d'ordinador basat en la sèrie de televisió original de Star Trek. Va ser creat el 1973 per William K. Char, Perry Lee i Dan Gee. El joc es va jugar a través d'un teletip. Roderick Perkins va adaptar el programa per l'ordinador LHS DECISION situat al Lawrence Hall of Science a Berkeley, Califòrnia. Dave Pare i Chris Williams van traduir del BASIC al C i Jeff Okamoto, Peter Yee, i altres van corregir i millorar el codi font.